# آوگوست ویلهلم فن اشلگل
 آوگوست ویلهلم فن اشلگل (آلمانی: August Wilhelm von Schlegel؛ زاده ۸ سپتامبر ۱۷۶۷ درگذشته ۱۲ مهٔ ۱۸۴۵) یک زبان‌شناس، مترجم، نویسنده، و فیلسوف اهل آلمان بود.